# Mrlínek
Mrlínek település Csehországban, Kroměříži járásban. Mrlínek Loukov, Vítonice, Bystřice pod Hostýnem és Chvalčov településekkel határos. Lakosainak száma 274 fő (2024. január 1.).

## Népesség
A település lakosságának változását az alábbi diagram mutatja:
| Lakosok száma | 284  | 314  | 322  | 304  | 263  | 276  | 270  | 274  | 280  | 274  |
|               | 1869 | 1890 | 1921 | 1950 | 1980 | 2001 | 2017 | 2019 | 2022 | 2024 |